# NGC 6796
NGC 6796 ist eine Spiralgalaxie vom Hubble-Typ Sbc im Sternbild Drache am Nordsternhimmel. Sie ist schätzungsweise 108 Millionen Lichtjahre von der Milchstraße entfernt.
Das Objekt wurde am 5. Juli 1885 von dem Astronomen Lewis Swift entdeckt und später von Johan Dreyer in seinen New General Catalogue aufgenommen.